# Lindsay Thomas

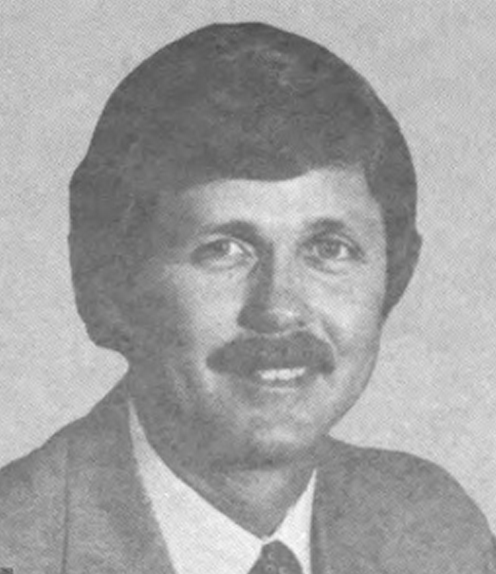
Lindsay Thomas

Robert Lindsay Thomas (* 20. November 1943 in Patterson, Pierce County, Georgia) ist ein ehemaliger US-amerikanischer Politiker. Zwischen 1983 und 1993 vertrat er den Bundesstaat Georgia im US-Repräsentantenhaus.

## Werdegang
Lindsay Thomas besuchte bis 1961 die Patterson High School und studierte danach bis 1965 an der University of Georgia in Athens. Zwischen 1966 und 1972 diente er in der Nationalgarde seines Heimatstaates. Danach arbeitete er als Bankier in der Investmentbranche und als Farmer. Politisch schloss sich Thomas der Demokratischen Partei an. Bei den Kongresswahlen des Jahres 1982 wurde er im ersten Wahlbezirk von Georgia in das US-Repräsentantenhaus in Washington, D.C. gewählt, wo er am 3. Januar 1983 die Nachfolge von Ronald Bryan Ginn antrat. Nach vier Wiederwahlen konnte er bis zum 3. Januar 1993 fünf Legislaturperioden im Kongress absolvieren.
Im Jahr 1992 verzichtete Thomas auf eine erneute Kandidatur für das US-Repräsentantenhaus. Danach war er im Vorfeld der Olympischen Spiele 1996 in Atlanta Direktor der von der Staatsregierung von Georgia eingesetzten Planungskommission. Danach leitete er die Handelskammer in Georgia. Später wurde er Vizepräsident einer Lobby-Firma mit Sitz in der Staatshauptstadt Atlanta.